# Lista över portugisiska företag
Detta är en lista över företag från Portugal.
- Altri
- Autoeuropa
- Banco BPI
- Banco Comercial Português
- Banco Espírito Santo
- BANIF
- Bial
- BP Portugal
- Brisa
- Cabovisão
- Caixa Geral de Depósitos
- Cimpor
- Cofina
- Corticeira Amorim
- CTT
- EDP Renováveis
- EDP
- Finibanco
- Galp
- Gelados Olá
- Grupo Pestana
- Impresa
- Jerónimo Martins
- Lactogal
- Lisnave
- Mafirol
- Majora
- Media Capital
- Modelo Continente
- Mota Engil
- Novabase
- Nutrinveste
- ParaRede
- Petrogal
- Pingo Doce
- Porto Editora
- Portucel Soporcel
- Portugal Telecom
- Rádio e Televisão de Portugal
- REN
- Repsol Portuguesa
- Salsa Jeans
- SATA International
- Semapa
- Simoldes
- Soares da Costa
- Sogrape
- Sonae Indústria
- Sonae
- Sonaecom
- TAP Air Portugal
- Teixeira Duarte
- Temahome
- TMN
- Toyota Caetano Portugal
- TVTEL
- Visabeira
- Vodafone Portugal
- ZON Multimédia

## Referências
- Forbes.com - Portugal